# Metagoniolithon stelliferum
Metagoniolithon stelliferum (Lamarck) Ducker, 1979  é o nome botânico  de uma espécie de algas vermelhas pluricelulares do gênero Metagoniolithon, subfamília Metagoniolithoideae.
São algas marinhas encontradas no Vietnã, ilhas Seychelles e Austrália.

## Sinonímia
- Corallina stellifera  Lamarck, 1815
- Corallina interupta  Lamarck, 1815
- Amphiroa verrucosa  Lamouroux, 1816
- Amphiroa interrupta  (Lamarck) Lamouroux, 1816
- Amphiroa jubata  Lamouroux, 1816
- Amphiroa stellifera  Blainville, 1834
- Amphiroa stelligera  Decaisne, 1842
- Amphiroa elegans  Sonder, 1845
- Amphiroa stelligera var. interrupta  Kützing, 1858
- Amphiroa stelligera var. laxa  Kützing, 1858
- Amphiroa stelligera var. nuda  Kützing, 1858
- Metagoniolithon stelligerum  Weber-van Bosse, 1904
- Amphiroa stelligera var. densa  Kützing, 1958